# Hypamblys fluminensis
Hypamblys fluminensis là một loài tò vò trong họ Ichneumonidae.